# Élections législatives de 1997 dans les Bouches-du-Rhône
Les élections législatives françaises de 1997 se déroulent les 25 mai et 1er juin 1997. Dans le département des Bouches-du-Rhône, seize députés sont à élire dans le cadre de seize circonscriptions.

## Élus
| Circonscription | Député sortant       | Parti | Parti      | Député élu ou réélu  | Parti | Parti      |
| --------------- | -------------------- | ----- | ---------- | -------------------- | ----- | ---------- |
| 1re             | Roland Blum          |       | UDF (PR)   | Roland Blum          |       | UDF (PR)   |
| 2e              | Jean-François Mattéi |       | UDF (PPDF) | Jean-François Mattéi |       | UDF (PPDF) |
| 3e              | Jean Roatta          |       | UDF (PR)   | Jean Roatta          |       | UDF (PR)   |
| 4e              | Guy Hermier          |       | PCF        | Guy Hermier          |       | PCF        |
| 5e              | Renaud Muselier      |       | RPR        | Renaud Muselier      |       | RPR        |
| 6e              | Guy Teissier         |       | UDF (PR)   | Guy Teissier         |       | UDF (PR)   |
| 7e              | Bernard Leccia       |       | RPR        | Sylvie Andrieux      |       | PS         |
| 8e              | Marius Masse         |       | PS         | Marius Masse         |       | PS         |
| 9e              | Jean Tardito         |       | PCF        | Jean Tardito         |       | PCF        |
| 10e             | Roger Meï            |       | PCF        | Roger Meï            |       | PCF        |
| 11e             | Christian Kert       |       | UDF (FD)   | Christian Kert       |       | UDF (FD)   |
| 12e             | Henri d'Attilio      |       | PS         | Henri d'Attilio      |       | PS         |
| 13e             | Olivier Darrason     |       | UDF (PR)   | Michel Vaxès         |       | PCF        |
| 14e             | Jean-Bernard Raimond |       | RPR        | Jean-Bernard Raimond |       | RPR        |
| 15e             | Léon Vachet          |       | RPR        | Léon Vachet          |       | RPR        |
| 16e             | Thérèse Aillaud      |       | app. RPR   | Michel Vauzelle      |       | PS         |

## Résultats

### Analyse
La vague rose arrive sur le département des Bouches-du-Rhône et touche trois circonscriptions qui basculent donc à gauche ramenant la gauche et la droite à un nombre de sièges équivalent (huit sièges chacun). La droite perd donc les secteurs de Marseille-Nord et de Arles au profit des socialistes et celui de Martigues au profit du PCF. Le FN parvient à obtenir un bon nombre de voix et se qualifie pour le second tour dans quatorze des seize circonscriptions du département (en provoquant huit triangulaires) mais n'obtient aucun élu. 
À droite, sinon, l'UDF voit ses cinq députés réélus dans les secteurs de Marseille-centre-nord, Marseille-sud-ouest, Marseille-ouest, Marseille-sud-est et Salon-de-Provence (où le radical-socialiste Yves Vidal n'arrive pas à retrouver son siège perdu en 1993) tandis que le RPR conserve ses circonscriptions avec moins de 2000 voix d'avance à chaque fois (à Marseille-centre-sud, Aix et Saint-Rémy). Les socialistes, eux, réélisent leurs députés dans les deux cas face au FN et les communistes réélisent eux aussi leurs trois députés face au FN en duel ou en triangulaire, dont à Marseille-nord-ouest où Guy Hermier bat le cofondateur de l'OAS, M. Susini, qui réalise le second meilleur score départemental du FN après M. Mégret, ancien député de l'Isère.

### Résultats à l'échelle du département
| Parti                 | Parti                                         | Premier tour | Premier tour | Second tour | Second tour | Sièges |
| Parti                 | Parti                                         | Voix         | %            | Voix        | %           | Sièges |
| --------------------- | --------------------------------------------- | ------------ | ------------ | ----------- | ----------- | ------ |
|                       | Parti socialiste                              | 136 751      | 19,79        | 206 571     | 28,28       | 4      |
|                       | Parti communiste français                     | 116 273      | 16,83        | 108 339     | 14,83       | 4      |
|                       | Parti radical-socialiste                      | 16 329       | 2,36         | 22 130      | 3,03        | 0      |
|                       | Les Verts                                     | 11 285       | 1,63         |             |             | 0      |
|                       | Divers gauche                                 | 5 638        | 0,82         | 0           |             |        |
|                       | Mouvement des citoyens                        | 1 868        | 0,27         | 0           |             |        |
|                       | Gauche plurielle                              | 288 144      | 41,70        | 337 040     | 46,14       | 8      |
|                       |                                               |              |              |             |             |        |
|                       | Union pour la démocratie française            | 84 667       | 12,25        | 140 374     | 19,22       | 5      |
|                       | Rassemblement pour la République              | 66 946       | 9,69         | 66 854      | 9,15        | 3      |
|                       | Divers droite dont MDR                        | 18 359       | 2,66         | 16 515      | 2,26        | 0      |
|                       | La Droite indépendante                        | 17 513       | 2,53         |             |             | 0      |
|                       | Droite parlementaire                          | 187 485      | 27,13        | 223 743     | 30,63       | 8      |
|                       |                                               |              |              |             |             |        |
|                       | Front national                                | 170 538      | 24,68        | 169 704     | 23,23       | 0      |
|                       | Divers écologiste dont LT-LNÉ, MÉI et GÉ      | 22 425       | 3,25         |             |             | 0      |
|                       | Divers                                        | 14 146       | 2,05         | 0           |             |        |
|                       | Extrême gauche dont LCR, LO, SÉGA, AREV et PT | 8 004        | 1,16         | 0           |             |        |
|                       | Extrême droite                                | 224          | 0,03         | 0           |             |        |
|                       |                                               |              |              |             |             |        |
| Inscrits              | Inscrits                                      | 1 082 036    | 100,00       | 1 081 991   | 100,00      | 16     |
| Abstentions           | Abstentions                                   | 366 124      | 33,84        | 312 873     | 28,92       |        |
| Votants               | Votants                                       | 715 912      | 66,16        | 769 118     | 71,08       |        |
| Blancs et nuls        | Blancs et nuls                                | 24 946       | 3,48         | 38 631      | 5,02        |        |
| Exprimés              | Exprimés                                      | 690 966      | 96,52        | 730 487     | 94,98       |        |
| Source : Data.gouv.fr |                                               |              |              |             |             |        |

### Résultats par circonscription

#### Première circonscription
| Candidat                     | Candidat                  | Parti                   | Premier tour | Premier tour | Second tour | Second tour |  |
| Candidat                     | Candidat                  | Parti                   | Voix         | %            | Voix        | %           |  |
| ---------------------------- | ------------------------- | ----------------------- | ------------ | ------------ | ----------- | ----------- |  |
|                              | Roland Blum sortant réélu | UDF (PR)                | 10 236       | 31,12        | 16 443      | 44,20       |  |
|                              | Jean-Pierre Baumann       | FN                      | 7 876        | 23,95        | 6 401       | 17,21       |  |
|                              | Marie-Arlette Carlotti    | PS (Les Verts)          | 7 586        | 23,06        | 14 358      | 38,59       |  |
|                              | Martine Hervé             | PCF                     | 3 267        | 9,93         |             |             |  |
|                              | Thierry Boyer             | Divers écologiste (GÉ)  | 816          | 2,48         |             |             |  |
|                              | Gérard Terrier            | LDI (MPF)               | 545          | 1,66         |             |             |  |
|                              | Paul Boghossian           | Divers écologiste       | 418          | 1,27         |             |             |  |
|                              | Geneviève Fabresse        | MDC                     | 352          | 1,07         |             |             |  |
|                              | Jean-Jacques Bertrand     | LCR                     | 307          | 0,93         |             |             |  |
|                              | Louis-François Goudon     | Divers écologiste (MÉI) | 277          | 0,84         |             |             |  |
|                              | Carole Mulatero           | Divers                  | 252          | 0,77         |             |             |  |
|                              | Pierre-Gérard Autexier    | Divers gauche           | 114          | 0,35         |             |             |  |
|                              | Nelly Flecher             | Divers                  | 51           | 0,16         |             |             |  |
|                              | Hélène Chabrand           | Divers                  | 47           | 0,14         |             |             |  |
|                              | Martial Helbois           | Divers                  | 27           | 0,08         |             |             |  |
|                              | Jean-Luc Conraux          | PLN                     | 24           | 0,07         |             |             |  |
|                              |                           |                         |              |              |             |             |  |
| Inscrits                     | Inscrits                  | Inscrits                | 54 632       | 100,00       | 54 632      | 100,00      |  |
| Abstentions                  | Abstentions               | Abstentions             | 20 687       | 37,87        | 16 610      | 30,4        |  |
| Votants                      | Votants                   | Votants                 | 33 945       | 62,13        | 38 022      | 69,6        |  |
| Blancs et nuls               | Blancs et nuls            | Blancs et nuls          | 1 055        | 3,11         | 820         | 2,16        |  |
| Exprimés                     | Exprimés                  | Exprimés                | 32 890       | 96,89        | 37 202      | 97,84       |  |
| Source : Assemblée nationale |                           |                         |              |              |             |             |  |

#### Deuxième circonscription
| Candidat       | Candidat                           | Parti             | Premier tour | Premier tour | Second tour | Second tour |  |
| Candidat       | Candidat                           | Parti             | Voix         | %            | Voix        | %           |  |
| -------------- | ---------------------------------- | ----------------- | ------------ | ------------ | ----------- | ----------- |  |
|                | Jean-François Mattei sortant réélu | UDF (PR)          | 14 388       | 40,88        | 26 608      | 79,24       |  |
|                | Hubert Savon                       | FN                | 7 359        | 20,91        | 6 973       | 20,76       |  |
|                | Francis Allouch                    | PS                | 6 813        | 19,36        |             |             |  |
|                | Marie-Françoise Palloix            | PCF               | 2 921        | 8,3          |             |             |  |
|                | Jean-Pierre Fouquet                | Les Verts         | 923          | 2,62         |             |             |  |
|                | André Thion                        | LDI (MPF)         | 831          | 2,36         |             |             |  |
|                | Olivier Bonnard                    | GÉ                | 609          | 1,73         |             |             |  |
|                | Jeannine Manuceau                  | Divers écologiste | 405          | 1,15         |             |             |  |
|                | Catherine Merveilleux              | PRS               | 344          | 0,98         |             |             |  |
|                | Dominique Surry                    | LT-LNÉ            | 240          | 0,68         |             |             |  |
|                | Pascal Guérif                      | US4J              | 238          | 0,68         |             |             |  |
|                | Jean-Marc Gaufres                  | Extrême droite    | 91           | 0,26         |             |             |  |
|                | Mathilde Ciaravino                 | PLN               | 33           | 0,09         |             |             |  |
|                |                                    |                   |              |              |             |             |  |
| Inscrits       | Inscrits                           | Inscrits          | 57 109       | 100,00       | 57 110      | 100,00      |  |
| Abstentions    | Abstentions                        | Abstentions       | 20 935       | 36,66        | 20 179      | 35,33       |  |
| Votants        | Votants                            | Votants           | 36 174       | 63,34        | 36 931      | 64,67       |  |
| Blancs et nuls | Blancs et nuls                     | Blancs et nuls    | 979          | 2,71         | 3 350       | 9,07        |  |
| Exprimés       | Exprimés                           | Exprimés          | 35 195       | 97,29        | 33 581      | 90,93       |  |

#### Troisième circonscription
| Candidat       | Candidat                  | Parti          | Premier tour | Premier tour | Second tour | Second tour |  |
| Candidat       | Candidat                  | Parti          | Voix         | %            | Voix        | %           |  |
| -------------- | ------------------------- | -------------- | ------------ | ------------ | ----------- | ----------- |  |
|                | Jean Roatta sortant réélu | UDF (PR)       | 7 450        | 29,04        | 12 050      | 41,71       |  |
|                | Daniel Gazzola            | FN             | 6 197        | 24,16        | 5 075       | 17,57       |  |
|                | Jean-Noël Guérini         | PS             | 6 187        | 24,12        | 11 766      | 40,73       |  |
|                | Jean-Paul Nostriano       | PCF            | 2 462        | 9,6          |             |             |  |
|                | Abderrhamane Tabet        | GÉ             | 754          | 2,94         |             |             |  |
|                | Patrick Grenier           | LO             | 628          | 2,45         |             |             |  |
|                | Robert Vigouroux          | Divers gauche  | 572          | 2,23         |             |             |  |
|                | Maxence Berthoz           | LDI (MPF)      | 325          | 1,27         |             |             |  |
|                | Marie-Françoise Favre     | MDC            | 319          | 1,24         |             |             |  |
|                | Martine Jouanaud          | LCR            | 303          | 1,18         |             |             |  |
|                | Patrice Daude             | LT-LNÉ         | 292          | 1,14         |             |             |  |
|                | Janine Tidori             | IR             | 166          | 0,65         |             |             |  |
|                | Alain Persia              | Divers         | 0            | 0            |             |             |  |
|                |                           |                |              |              |             |             |  |
| Inscrits       | Inscrits                  | Inscrits       | 43 707       | 100,00       | 43 707      | 100,00      |  |
| Abstentions    | Abstentions               | Abstentions    | 17 315       | 39,62        | 14 156      | 32,39       |  |
| Votants        | Votants                   | Votants        | 26 392       | 60,38        | 29 551      | 67,61       |  |
| Blancs et nuls | Blancs et nuls            | Blancs et nuls | 737          | 2,79         | 660         | 2,23        |  |
| Exprimés       | Exprimés                  | Exprimés       | 25 655       | 97,21        | 28 891      | 97,77       |  |

#### Quatrième circonscription
| Candidat       | Candidat                  | Parti             | Premier tour | Premier tour | Second tour | Second tour |  |
| Candidat       | Candidat                  | Parti             | Voix         | %            | Voix        | %           |  |
| -------------- | ------------------------- | ----------------- | ------------ | ------------ | ----------- | ----------- |  |
|                | Jean-Jacques Susini       | FN                | 7 875        | 30,89        | 10 960      | 41,64       |  |
|                | Guy Hermier sortant réélu | PCF               | 7 733        | 30,34        | 15 363      | 58,36       |  |
|                | Michel Dary               | PRS               | 3 740        | 14,67        |             |             |  |
|                | Bernard Chatel            | RPR               | 2 787        | 10,93        |             |             |  |
|                | Jean-Jacques Léonetti     | IR                | 847          | 3,32         |             |             |  |
|                | Lucien Vassal             | GÉ                | 628          | 2,45         |             |             |  |
|                | Sylvie Moyen              | LO                | 572          | 2,23         |             |             |  |
|                | Jacob Hammou              | LT-LNÉ            | 347          | 1,36         |             |             |  |
|                | François Marsala          | LDI (MPF)         | 309          | 1,21         |             |             |  |
|                | Patrick Savatier          | Divers écologiste | 276          | 1,08         |             |             |  |
|                | Marie-Christine Blin      | Divers droite     | 182          | 0,71         |             |             |  |
|                | Victor Villodre           | PT                | 139          | 0,55         |             |             |  |
|                | Marie-Ariane Prost        | Divers            | 63           | 0,25         |             |             |  |
|                |                           |                   |              |              |             |             |  |
| Inscrits       | Inscrits                  | Inscrits          | 43 691       | 100,00       | 43 691      | 100,00      |  |
| Abstentions    | Abstentions               | Abstentions       | 17 484       | 40,02        | 15 855      | 36,29       |  |
| Votants        | Votants                   | Votants           | 26 207       | 59,98        | 27 836      | 63,71       |  |
| Blancs et nuls | Blancs et nuls            | Blancs et nuls    | 716          | 2,73         | 1 513       | 5,44        |  |
| Exprimés       | Exprimés                  | Exprimés          | 25 491       | 97,27        | 26 323      | 94,56       |  |

#### Cinquième circonscription
| Candidat       | Candidat                      | Parti             | Premier tour | Premier tour | Second tour | Second tour |  |
| Candidat       | Candidat                      | Parti             | Voix         | %            | Voix        | %           |  |
| -------------- | ----------------------------- | ----------------- | ------------ | ------------ | ----------- | ----------- |  |
|                | Renaud Muselier sortant réélu | RPR               | 8 677        | 30,81        | 13 433      | 41,76       |  |
|                | Marie-Odile Raye              | FN                | 6 692        | 23,76        | 5 655       | 17,58       |  |
|                | René Olmeta                   | PS                | 6 378        | 22,65        | 13 079      | 40,66       |  |
|                | Marie-Yves Ledret             | PCF               | 3 099        | 11           |             |             |  |
|                | Yann Guenoun                  | GÉ                | 430          | 1,53         |             |             |  |
|                | Richard Olmeta                | Divers gauche     | 416          | 1,48         |             |             |  |
|                | Olivier Zbinden               | LDI (MPF)         | 367          | 1,3          |             |             |  |
|                | Michel Ben Haim               | Sans étiquette    | 312          | 1,11         |             |             |  |
|                | Denis Garnier                 | LT-LNÉ            | 297          | 1,05         |             |             |  |
|                | Myriam Quatrini               | MDC               | 276          | 0,98         |             |             |  |
|                | Christophe Madrolle           | Divers écologiste | 258          | 0,92         |             |             |  |
|                | Carole Brouwers               | LCR               | 246          | 0,87         |             |             |  |
|                | Corinne Raynaud               | PT                | 223          | 0,79         |             |             |  |
|                | Catherine Jacoby              | Divers écologiste | 146          | 0,52         |             |             |  |
|                | Éric Bouille                  | Divers gauche     | 125          | 0,44         |             |             |  |
|                | Élisabeth Moser               | MÉI               | 97           | 0,34         |             |             |  |
|                | Marguerite Torres             | IR                | 81           | 0,29         |             |             |  |
|                | Sylvie Bourely                | PLN               | 24           | 0,09         |             |             |  |
|                | Gilbert Suzzi                 | Divers gauche     | 19           | 0,07         |             |             |  |
|                | Alain Blayo                   | Sans étiquette    | 0            | 0            |             |             |  |
|                |                               |                   |              |              |             |             |  |
| Inscrits       | Inscrits                      | Inscrits          | 47 446       | 100,00       | 47 446      | 100,00      |  |
| Abstentions    | Abstentions                   | Abstentions       | 18 441       | 38,87        | 14 551      | 30,67       |  |
| Votants        | Votants                       | Votants           | 29 005       | 61,13        | 32 895      | 69,33       |  |
| Blancs et nuls | Blancs et nuls                | Blancs et nuls    | 842          | 2,9          | 728         | 2,21        |  |
| Exprimés       | Exprimés                      | Exprimés          | 28 163       | 97,1         | 32 167      | 97,79       |  |

#### Sixième circonscription
| Candidat       | Candidat                   | Parti          | Premier tour | Premier tour | Second tour | Second tour |  |
| Candidat       | Candidat                   | Parti          | Voix         | %            | Voix        | %           |  |
| -------------- | -------------------------- | -------------- | ------------ | ------------ | ----------- | ----------- |  |
|                | Guy Teissier sortant réélu | UDF (PR)       | 11 272       | 30,73        | 17 956      | 42,9        |  |
|                | Michèle Carayon            | FN             | 9 141        | 24,92        | 7 654       | 18,29       |  |
|                | Fernand Pietri             | PS             | 8 662        | 23,62        | 16 248      | 38,82       |  |
|                | Annick Boet                | PCF            | 4 261        | 11,62        |             |             |  |
|                | Victor Espinosa            | Les Verts      | 858          | 2,34         |             |             |  |
|                | Gérard Monnier-Besombes    | MÉI            | 744          | 2,03         |             |             |  |
|                | Catherine Lange            | GÉ             | 723          | 1,97         |             |             |  |
|                | Guy Jullien                | LDI (MPF)      | 706          | 1,92         |             |             |  |
|                | Jean-Pierre Taddei         | LT-LNÉ         | 248          | 0,68         |             |             |  |
|                | Alain Renaud               | PLN            | 64           | 0,17         |             |             |  |
|                |                            |                |              |              |             |             |  |
| Inscrits       | Inscrits                   | Inscrits       | 60 441       | 100,00       | 60 441      | 100,00      |  |
| Abstentions    | Abstentions                | Abstentions    | 22 673       | 37,51        | 17 636      | 29,18       |  |
| Votants        | Votants                    | Votants        | 37 768       | 62,49        | 42 805      | 70,82       |  |
| Blancs et nuls | Blancs et nuls             | Blancs et nuls | 1 089        | 2,88         | 947         | 2,21        |  |
| Exprimés       | Exprimés                   | Exprimés       | 36 679       | 97,12        | 41 858      | 97,79       |  |

#### Septième circonscription
| Candidat                     | Candidat               | Parti                  | Premier tour | Premier tour | Second tour | Second tour |  |
| Candidat                     | Candidat               | Parti                  | Voix         | %            | Voix        | %           |  |
| ---------------------------- | ---------------------- | ---------------------- | ------------ | ------------ | ----------- | ----------- |  |
|                              | Maurice Gros           | FN                     | 8 744        | 31,23        | 12 305      | 42,38       |  |
|                              | Sylvie Andrieux élue   | PS                     | 6 614        | 23,62        | 16 730      | 57,62       |  |
|                              | Francis Caccinttolo    | PCF                    | 5 309        | 18,96        |             |             |  |
|                              | Bernard Leccia sortant | RPR                    | 4 357        | 15,56        |             |             |  |
|                              | Sylvie Ingoglia        | Divers écologiste (GÉ) | 900          | 3,21         |             |             |  |
|                              | Danièle Pecout         | Extrême gauche (LO)    | 626          | 2,24         |             |             |  |
|                              | Robert Roatta          | LT-LNÉ                 | 397          | 1,42         |             |             |  |
|                              | Mohamed Choucha        | Divers gauche (IR)     | 364          | 1,30         |             |             |  |
|                              | Vincent Vidal          | LDI (CNIP)             | 239          | 0,85         |             |             |  |
|                              | Josselyne Vicomte      | Divers gauche          | 166          | 0,59         |             |             |  |
|                              | André Vellutini        | Divers écologiste      | 131          | 0,47         |             |             |  |
|                              | Marie Gandolfi         | MDC                    | 100          | 0,36         |             |             |  |
|                              | Ali Saïdi              | Divers                 | 52           | 0,19         |             |             |  |
|                              |                        |                        |              |              |             |             |  |
| Inscrits                     | Inscrits               | Inscrits               | 46 977       | 100,00       | 46 977      | 100,00      |  |
| Abstentions                  | Abstentions            | Abstentions            | 18 242       | 38,83        | 16 167      | 34,41       |  |
| Votants                      | Votants                | Votants                | 28 735       | 61,17        | 30 810      | 65,59       |  |
| Blancs et nuls               | Blancs et nuls         | Blancs et nuls         | 736          | 2,56         | 1 775       | 5,76        |  |
| Exprimés                     | Exprimés               | Exprimés               | 27 999       | 97,44        | 29 035      | 94,24       |  |
| Source : Assemblée nationale |                        |                        |              |              |             |             |  |

#### Huitième circonscription
| Candidat                     | Candidat                   | Parti                  | Premier tour | Premier tour | Second tour | Second tour |  |
| Candidat                     | Candidat                   | Parti                  | Voix         | %            | Voix        | %           |  |
| ---------------------------- | -------------------------- | ---------------------- | ------------ | ------------ | ----------- | ----------- |  |
|                              | Marius Masse sortant réélu | PS                     | 10 455       | 28,88        | 21 968      | 59,06       |  |
|                              | Yvon Claire                | FN                     | 10 199       | 28,18        | 15 225      | 40,94       |  |
|                              | Maurice Talazac            | RPR                    | 7 456        | 20,60        |             |             |  |
|                              | Rudy Vigier                | PCF                    | 4 829        | 13,34        |             |             |  |
|                              | Claudine Rodinson          | Extrême gauche (LO)    | 918          | 2,54         |             |             |  |
|                              | Alain Boyer                | Divers écologiste (GÉ) | 687          | 1,90         |             |             |  |
|                              | Christine Bouard           | Divers écologiste      | 530          | 1,46         |             |             |  |
|                              | Fabienne Scheibling        | Divers écologiste      | 504          | 1,39         |             |             |  |
|                              | Henri De Matos             | Divers                 | 301          | 0,83         |             |             |  |
|                              | Jeanne Calderon            | Extrême gauche (PT)    | 260          | 0,72         |             |             |  |
|                              | Bernard Bocchino           | PLN                    | 59           | 0,16         |             |             |  |
|                              |                            |                        |              |              |             |             |  |
| Inscrits                     | Inscrits                   | Inscrits               | 60 356       | 100,00       | 60 356      | 100,00      |  |
| Abstentions                  | Abstentions                | Abstentions            | 22 979       | 38,07        | 19 902      | 32,97       |  |
| Votants                      | Votants                    | Votants                | 37 377       | 61,93        | 40 454      | 67,03       |  |
| Blancs et nuls               | Blancs et nuls             | Blancs et nuls         | 1 179        | 3,15         | 3 261       | 8,06        |  |
| Exprimés                     | Exprimés                   | Exprimés               | 36 198       | 96,85        | 37 193      | 91,94       |  |
| Source : Assemblée nationale |                            |                        |              |              |             |             |  |

#### Neuvième circonscription (Aubagne)
| Candidat       | Candidat                   | Parti          | Premier tour | Premier tour | Second tour | Second tour |  |
| Candidat       | Candidat                   | Parti          | Voix         | %            | Voix        | %           |  |
| -------------- | -------------------------- | -------------- | ------------ | ------------ | ----------- | ----------- |  |
|                | Jean Tardito sortant réélu | PCF            | 16 202       | 32,03        | 24 427      | 44,58       |  |
|                | Daniel Gazzola             | UDF (PR)       | 13 295       | 26,28        | 20 117      | 36,71       |  |
|                | Joëlle Mélin               | FN             | 11 452       | 22,64        | 10 252      | 18,71       |  |
|                | Stéphanie Harkane          | PS             | 5 148        | 10,18        |             |             |  |
|                | Joseph Careghi             | LDI (MPF)      | 1 356        | 2,68         |             |             |  |
|                | Françoise Contat           | Les Verts      | 1 336        | 2,64         |             |             |  |
|                | Patrick Sereno             | GÉ             | 1 136        | 2,25         |             |             |  |
|                | Émilienne Bibolini         | LT-LNÉ         | 663          | 1,31         |             |             |  |
|                |                            |                |              |              |             |             |  |
| Inscrits       | Inscrits                   | Inscrits       | 76 977       | 100,00       | 76 970      | 100,00      |  |
| Abstentions    | Abstentions                | Abstentions    | 24 514       | 31,85        | 20 503      | 26,64       |  |
| Votants        | Votants                    | Votants        | 52 463       | 68,15        | 56 467      | 73,36       |  |
| Blancs et nuls | Blancs et nuls             | Blancs et nuls | 1 875        | 3,57         | 1 671       | 2,96        |  |
| Exprimés       | Exprimés                   | Exprimés       | 50 588       | 96,43        | 54 796      | 97,04       |  |

#### Dixième  circonscription (Allauch)
| Candidat                     | Candidat                | Parti                  | Premier tour | Premier tour | Second tour | Second tour |  |
| Candidat                     | Candidat                | Parti                  | Voix         | %            | Voix        | %           |  |
| ---------------------------- | ----------------------- | ---------------------- | ------------ | ------------ | ----------- | ----------- |  |
|                              | Roger Meï sortant réélu | PCF                    | 20 874       | 32,08        | 38 056      | 60,02       |  |
|                              | Damien Bariller         | FN                     | 15 818       | 24,31        | 25 345      | 39,98       |  |
|                              | Frédéric Sarrazin       | RPR                    | 10 006       | 15,38        |             |             |  |
|                              | Gérard Bismuth          | PS                     | 9 009        | 13,85        |             |             |  |
|                              | Hervé Fabre-Aubrespy    | LDI (MPF)              | 5 773        | 8,87         |             |             |  |
|                              | Joël Asta               | Divers écologiste (GÉ) | 1 841        | 2,83         |             |             |  |
|                              | Claudine Murcia         | Divers                 | 921          | 1,42         |             |             |  |
|                              | Jacques Barbaria        | Divers écologiste      | 645          | 0,99         |             |             |  |
|                              | Anne-Marie Renaud       | Divers (PLN)           | 179          | 0,28         |             |             |  |
|                              | François Amico          | Divers gauche          | 0            | 0,00         |             |             |  |
|                              |                         |                        |              |              |             |             |  |
| Inscrits                     | Inscrits                | Inscrits               | 101 766      | 100,00       | 101 752     | 100,00      |  |
| Abstentions                  | Abstentions             | Abstentions            | 34 295       | 33,7         | 31 863      | 31,31       |  |
| Votants                      | Votants                 | Votants                | 67 471       | 66,3         | 69 889      | 68,69       |  |
| Blancs et nuls               | Blancs et nuls          | Blancs et nuls         | 2 405        | 3,56         | 6 488       | 9,28        |  |
| Exprimés                     | Exprimés                | Exprimés               | 65 066       | 96,44        | 63 401      | 90,72       |  |
| Source : Assemblée nationale |                         |                        |              |              |             |             |  |

#### Onzième circonscription (Aix - Salon-de-Provence)
| Candidat       | Candidat                     | Parti          | Premier tour | Premier tour | Second tour | Second tour |  |
| Candidat       | Candidat                     | Parti          | Voix         | %            | Voix        | %           |  |
| -------------- | ---------------------------- | -------------- | ------------ | ------------ | ----------- | ----------- |  |
|                | Christian Kert sortant réélu | UDF (FD)       | 14 990       | 29           | 24 253      | 42          |  |
|                | Philippe Adam                | FN             | 12 951       | 25,06        | 11 362      | 19,68       |  |
|                | Yves Vidal                   | PRS            | 12 589       | 24,36        | 22 130      | 38,32       |  |
|                | Danielle Bellan              | PCF            | 4 413        | 8,54         |             |             |  |
|                | Annick Delhaye               | Les Verts      | 2 144        | 4,15         |             |             |  |
|                | Pierre Chazerans             | LDI (MPF)      | 1 566        | 3,03         |             |             |  |
|                | Pierre Pieve                 | GÉ             | 1 312        | 2,54         |             |             |  |
|                | Éric Orioli                  | LT-LNÉ         | 659          | 1,27         |             |             |  |
|                | Jean-Laurent Schaub          | US4J           | 642          | 1,24         |             |             |  |
|                | Dominique Sumien             | AREV           | 342          | 0,66         |             |             |  |
|                | Bernard Deluc                | Sans étiquette | 81           | 0,16         |             |             |  |
|                |                              |                |              |              |             |             |  |
| Inscrits       | Inscrits                     | Inscrits       | 80 008       | 100,00       | 80 007      | 100,00      |  |
| Abstentions    | Abstentions                  | Abstentions    | 26 157       | 32,69        | 20 593      | 25,74       |  |
| Votants        | Votants                      | Votants        | 53 851       | 67,31        | 59 414      | 74,26       |  |
| Blancs et nuls | Blancs et nuls               | Blancs et nuls | 2 162        | 4,01         | 1 669       | 2,81        |  |
| Exprimés       | Exprimés                     | Exprimés       | 51 689       | 95,99        | 57 745      | 97,19       |  |

#### Douzième circonscription (Marignane)
| Candidat       | Candidat                      | Parti             | Premier tour | Premier tour | Second tour | Second tour |  |
| Candidat       | Candidat                      | Parti             | Voix         | %            | Voix        | %           |  |
| -------------- | ----------------------------- | ----------------- | ------------ | ------------ | ----------- | ----------- |  |
|                | Bruno Mégret                  | FN                | 22 353       | 35,45        | 29 921      | 45,89       |  |
|                | Henri d'Attilio sortant réélu | PS                | 19 558       | 31,02        | 35 276      | 54,11       |  |
|                | Christian Rossi               | RPR               | 8 203        | 13,01        |             |             |  |
|                | Alain Hayot                   | PCF               | 6 860        | 10,88        |             |             |  |
|                | Christine Paredes             | GÉ                | 1 852        | 2,94         |             |             |  |
|                | Guy Tomasi                    | Divers écologiste | 1 095        | 1,74         |             |             |  |
|                | Marcel Chatton                | Divers droite     | 1 050        | 1,67         |             |             |  |
|                | Roland D'Humieres             | LDI (MPF)         | 698          | 1,11         |             |             |  |
|                | Thierry Athuyt                | US4J              | 504          | 0,8          |             |             |  |
|                | Simone Edery                  | Divers droite     | 300          | 0,48         |             |             |  |
|                | Raimond Verrieux              | IR                | 273          | 0,43         |             |             |  |
|                | Jean-Pierre Jacob             | UDF               | 185          | 0,29         |             |             |  |
|                | Élisabeth Salvaresi           | Extrême gauche    | 83           | 0,13         |             |             |  |
|                | Richard Maccotta              | Extrême gauche    | 38           | 0,06         |             |             |  |
|                |                               |                   |              |              |             |             |  |
| Inscrits       | Inscrits                      | Inscrits          | 91 858       | 100,00       | 91 850      | 100,00      |  |
| Abstentions    | Abstentions                   | Abstentions       | 26 748       | 29,12        | 22 754      | 24,77       |  |
| Votants        | Votants                       | Votants           | 65 110       | 70,88        | 69 096      | 75,23       |  |
| Blancs et nuls | Blancs et nuls                | Blancs et nuls    | 2 058        | 3,16         | 3 899       | 5,64        |  |
| Exprimés       | Exprimés                      | Exprimés          | 63 052       | 96,84        | 65 197      | 94,36       |  |

#### Treizième  circonscription (Martigues - Istres)
| Candidat       | Candidat                 | Parti          | Premier tour | Premier tour | Second tour | Second tour |  |
| Candidat       | Candidat                 | Parti          | Voix         | %            | Voix        | %           |  |
| -------------- | ------------------------ | -------------- | ------------ | ------------ | ----------- | ----------- |  |
|                | Michel Vaxès élu         | PCF            | 14 991       | 27,86        | 30 493      | 57,06       |  |
|                | Olivier Darrason sortant | UDF (PR)       | 13 036       | 24,22        | 22 947      | 42,94       |  |
|                | Jacques Siffre           | PS             | 10 349       | 19,23        | Retrait     | Retrait     |  |
|                | Alain Cardamone          | FN             | 9 390        | 17,45        |             |             |  |
|                | Guylaine Cozza           | MÉI            | 1 622        | 3,01         |             |             |  |
|                | Olivier Josue            | LO             | 1 296        | 2,41         |             |             |  |
|                | Hubert Jaussaud          | Les Verts      | 880          | 1,64         |             |             |  |
|                | Pierre-Marie Cazeel      | GÉ             | 799          | 1,48         |             |             |  |
|                | Dominique Laumonier      | LT-LNÉ         | 621          | 1,15         |             |             |  |
|                | Michel Leroy             | LDI (CNIP)     | 489          | 0,91         |             |             |  |
|                | Alain Fiori              | Divers         | 342          | 1,14         |             |             |  |
|                |                          |                |              |              |             |             |  |
| Inscrits       | Inscrits                 | Inscrits       | 76 877       | 100,00       | 76 875      | 100,00      |  |
| Abstentions    | Abstentions              | Abstentions    | 21 176       | 27,55        | 19 687      | 25,61       |  |
| Votants        | Votants                  | Votants        | 55 701       | 72,45        | 57 188      | 74,39       |  |
| Blancs et nuls | Blancs et nuls           | Blancs et nuls | 1 886        | 3,39         | 3 748       | 6,55        |  |
| Exprimés       | Exprimés                 | Exprimés       | 53 815       | 96,61        | 53 440      | 93,45       |  |

#### Quatorzième circonscription (Aix-en-Provence)
| Candidat       | Candidat                           | Parti                      | Premier tour | Premier tour | Second tour | Second tour |  |
| Candidat       | Candidat                           | Parti                      | Voix         | %            | Voix        | %           |  |
| -------------- | ---------------------------------- | -------------------------- | ------------ | ------------ | ----------- | ----------- |  |
|                | Alexandre Medvedowsky              | PS                         | 14 409       | 26,72        | 27 119      | 48,3        |  |
|                | Jean-Bernard Raimond sortant réélu | RPR                        | 10 349       | 19,19        | 29 031      | 51,7        |  |
|                | Vincent Autric                     | FN                         | 9 960        | 18,47        |             |             |  |
|                | Jean-Pierre Bouvet                 | Divers droite (Maj. prés.) | 7 948        | 14,74        |             |             |  |
|                | Évelyne Thobert                    | PCF                        | 4 100        | 7,6          |             |             |  |
|                | Loïc Giraudon                      | Les Verts                  | 1 780        | 3,3          |             |             |  |
|                | Alain Manoukian                    | GÉ                         | 985          | 1,83         |             |             |  |
|                | Pierre Beauce                      | LDI (MPF)                  | 977          | 1,81         |             |             |  |
|                | Josefa Carvou                      | LT-LNÉ                     | 682          | 1,26         |             |             |  |
|                | Jean-Pierre Gaigne                 | Extrême gauche             | 636          | 1,18         |             |             |  |
|                | Antoine Duprez                     | US4J                       | 535          | 0,99         |             |             |  |
|                | Alain de Gantes                    | MDC                        | 514          | 0,95         |             |             |  |
|                | Hervé Guerrera                     | Régionaliste               | 486          | 0,9          |             |             |  |
|                | Abdelkrim Klech                    | Divers gauche              | 224          | 0,42         |             |             |  |
|                | Jean-Claude Blanchet               | MDC                        | 156          | 0,29         |             |             |  |
|                | Frédéric Burlot                    | Extrême droite             | 133          | 0,25         |             |             |  |
|                | Maurice Touati                     | Divers gauche              | 35           | 0,06         |             |             |  |
|                | Richard Daumas                     | Divers                     | 23           | 0,04         |             |             |  |
|                |                                    |                            |              |              |             |             |  |
| Inscrits       | Inscrits                           | Inscrits                   | 84 246       | 100,00       | 84 242      | 100,00      |  |
| Abstentions    | Abstentions                        | Abstentions                | 28 104       | 33,36        | 24 314      | 28,86       |  |
| Votants        | Votants                            | Votants                    | 56 142       | 66,64        | 59 928      | 71,14       |  |
| Blancs et nuls | Blancs et nuls                     | Blancs et nuls             | 2 210        | 3,94         | 3 778       | 6,3         |  |
| Exprimés       | Exprimés                           | Exprimés                   | 53 932       | 96,06        | 56 150      | 93,7        |  |

#### Quinzième circonscription (Châteaurenard)
| Candidat       | Candidat                  | Parti          | Premier tour | Premier tour | Second tour | Second tour |  |
| Candidat       | Candidat                  | Parti          | Voix         | %            | Voix        | %           |  |
| -------------- | ------------------------- | -------------- | ------------ | ------------ | ----------- | ----------- |  |
|                | Léon Vachet sortant réélu | RPR            | 15 111       | 28,19        | 24 390      | 41,61       |  |
|                | Bernard Meslans           | FN             | 13 186       | 24,6         | 11 413      | 19,47       |  |
|                | Hervé Chérubini           | PS             | 12 447       | 23,22        | 22 810      | 38,92       |  |
|                | Georges Jullien           | PCF            | 5 811        | 9,6          |             |             |  |
|                | Erik Bonnaud              | Les Verts      | 2 204        | 4,11         |             |             |  |
|                | Yves Picarda              | LDI (MPF)      | 2 028        | 3,78         |             |             |  |
|                | Patrick Oddoz             | GÉ             | 1 351        | 2,52         |             |             |  |
|                | André Maillard            | MÉI            | 922          | 1,72         |             |             |  |
|                | Pierre Busnel             | Divers droite  | 550          | 1,03         |             |             |  |
|                |                           |                |              |              |             |             |  |
| Inscrits       | Inscrits                  | Inscrits       | 80 170       | 100,00       | 80 163      | 100,00      |  |
| Abstentions    | Abstentions               | Abstentions    | 23 755       | 29,63        | 19 283      | 24,05       |  |
| Votants        | Votants                   | Votants        | 56 415       | 70,37        | 60 880      | 75,95       |  |
| Blancs et nuls | Blancs et nuls            | Blancs et nuls | 2 805        | 4,97         | 2 267       | 3,72        |  |
| Exprimés       | Exprimés                  | Exprimés       | 53 610       | 95,03        | 58 613      | 96,28       |  |

#### Seizième circonscription (Arles)
| Candidat                     | Candidat                 | Parti                 | Premier tour | Premier tour | Second tour | Second tour |  |
| Candidat                     | Candidat                 | Parti                 | Voix         | %            | Voix        | %           |  |
| ---------------------------- | ------------------------ | --------------------- | ------------ | ------------ | ----------- | ----------- |  |
|                              | Michel Vauzelle élu      | PS                    | 13 136       | 25,79        | 27 217      | 49,58       |  |
|                              | David Gérard             | FN                    | 11 345       | 22,27        | 11 163      | 20,34       |  |
|                              | Thérèse Aillaud sortante | app. RPR              | 11 081       | 21,75        | 16 515      | 30,08       |  |
|                              | Georges Thorrand         | PCF                   | 9 141        | 17,94        |             |             |  |
|                              | Monique Doustaly         | LDI (MPF)             | 1 304        | 2,56         |             |             |  |
|                              | Roger Perrayon           | Les Verts             | 1 160        | 2,28         |             |             |  |
|                              | Guy Dubost               | LO                    | 1 098        | 2,16         |             |             |  |
|                              | Bernard Pignolo          | GÉ                    | 822          | 1,61         |             |             |  |
|                              | Gérard Geron             | Extrême gauche (SÉGA) | 794          | 1,56         |             |             |  |
|                              | Françoise Raduget        | Divers droite         | 543          | 1,07         |             |             |  |
|                              | Jean-Marie Pascal        | MDC                   | 407          | 0,80         |             |             |  |
|                              | René Magnac              | Divers                | 113          | 0,22         |             |             |  |
|                              |                          |                       |              |              |             |             |  |
| Inscrits                     | Inscrits                 | Inscrits              | 75 775       | 100,00       | 75 772      | 100,00      |  |
| Abstentions                  | Abstentions              | Abstentions           | 22 630       | 29,86        | 18 842      | 24,87       |  |
| Votants                      | Votants                  | Votants               | 53 145       | 70,14        | 56 930      | 75,13       |  |
| Blancs et nuls               | Blancs et nuls           | Blancs et nuls        | 2 201        | 4,14         | 2 035       | 3,57        |  |
| Exprimés                     | Exprimés                 | Exprimés              | 50 944       | 95,86        | 54 895      | 96,43       |  |
| Source : Assemblée nationale |                          |                       |              |              |             |             |  |